# Leigh Harline
Leigh Adrian Harline (* 26. März 1907 in Salt Lake City; † 10. Dezember 1969 in Long Beach, Kalifornien) war ein amerikanischer Filmkomponist.

## Leben
Harline, der aus einer Großfamilie stammte, studierte an der Universität von Utah Musik. Nach Abschluss des Studiums ging er 1928 nach Kalifornien, wo er für verschiedene Radiostationen in San Francisco und Los Angeles unter anderem als Komponist, Arrangeur und Ansager arbeitete. Im Jahr 1932 wurde Harline von Walt Disney engagiert, um die Musik für einige Kurzfilme zu schreiben. Neun Jahre später verließ Harline die Disney Studios und arbeitete als freier Komponist, bevor er Mitte der 1940er-Jahre einen Vertrag bei RKO Pictures unterschrieb. Während der 1950er Jahre komponierte Harline hauptsächlich für die 20th Century Fox und ab 1960 zumeist für Metro-Goldwyn-Mayer, aber auch für das Fernsehen.
Ab dem Jahr 1932 komponierte und arrangierte Harline rund 50 Scores für Kurzfilme der Walt Disney Studios, hauptsächlich für die Silly Symphonies. Für Disneys ersten abendfüllenden Zeichentrickfilm Schneewittchen und die sieben Zwerge komponierte er zusammen mit Frank Churchill die Musik und erhielt seine erste Oscarnominierung für die Beste Filmmusik, woraufhin Walt Disney Harline auch die Musik für den zweiten langen Zeichentrickfilm Pinocchio komponieren ließ. Dafür wurde Harline 1941 mit zwei Oscars geehrt, einmal für die Beste Musik und zusammen mit Ned Washington für den Besten Song, When You Wish Upon A Star (dt.: Wenn ein Stern in finstrer Nacht). Harline verließ die Disney-Studios noch im selben Jahr, nach einem Streit mit Walt Disney, dem die Musik des Films nicht gefallen hatte.
Im Jahr 1943 wurde Harline zweimal für den Oscar nominiert, für das Baseball-Drama Der große Wurf, einer Biografie des Baseballspielers Lou Gehrig mit Gary Cooper in der Hauptrolle. Insgesamt erhielt der Film zehn Oscar-Nominierungen, der einzige Oscar mit dem der Film ausgezeichnet wurde, ging an Dan Mandell für den Besten Schnitt. Die zweite Nominierung dieses Jahres erhielt Harline für das Filmmusical Du warst nie berückender mit Fred Astaire und Rita Hayworth in den Hauptrollen. Ein Jahr später folgten zwei weitere Oscar-Nominierungen, einmal für Johnny Come Lately, einem Drama mit James Cagney in der Hauptrolle, und für die Musik zu dem Musical The Sky’s the Limit mit Fred Astaire.
Während seiner Zeit bei RKO schrieb Harline die Musik zu Filmen wie So einfach ist die Liebe nicht (1947), einer Komödie mit Cary Grant in der Hauptrolle, Val Lewtons Horrorfilm Isle of the Dead (1945) oder Nicholas Rays Sie Leben bei Nacht (1949). Für die 20th Century Fox komponierte Harline die Musik zu Filmen wie Samuel Fullers Thriller Polizei greift ein aus dem Jahr 1953, Edward Dmytryks Western Die gebrochene Lanze (1954) und Duell im Atlantik (1957) mit Robert Mitchum und Curd Jürgens in den Hauptrollen. Für die Musik zu George Pals Die Wunderwelt der Gebrüder Grimm wurde Leigh Harline ein weiteres Mal für den Oscar nominiert.
Insgesamt wurde Leigh Harline achtmal für den Oscar nominiert und erhielt zwei der Trophäen. Im Jahr 1977 verwendete John Williams die Melodie des Liedes When You Wish upon a Star aus Pinocchio für Steven Spielbergs Film Unheimliche Begegnung der dritten Art.

## Filmografie
- 1934: Now and Forever
- 1937: Die alte Mühle (The Old Mill)
- 1937: Schneewittchen und die sieben Zwerge (Snow White and the Seven Dwarfs)
- 1938: Blondie
- 1939: Blondie Meets the Boss
- 1939: Blondie Takes a Vacation
- 1939: Blondie Brings Up Baby
- 1940: Blondie on a Budget
- 1940: Blondie Has Servant Trouble
- 1940: Blondie Plays Cupid
- 1940: Pinocchio (Pinocchio)
- 1941: Hoppity kommt zurück (Mr. Bug Goes to Town)
- 1942: Blondie Goes to College
- 1942: Careful, Soft Shoulders
- 1942: Der große Wurf (The Pride of the Yankees)
- 1942: Du warst nie berückender (You Were Never Lovelier)
- 1942: Orchestra Wives
- 1942: They Got Me Covered
- 1943: Margin for Error
- 1943: Immer mehr, immer fröhlicher (The More the Merrier)
- 1943: Die Wunderpille (Jitterbugs)
- 1943: Coney Island
- 1943: The Sky’s the Limit
- 1943: Johnny Come Lately
- 1943: Government Girl
- 1943: Tender Comrade
- 1944: A Night of Adventure
- 1944: Am Himmel von China (China Sky)
- 1944: Follow the Boys
- 1944: Heavenly Days
- 1944: Music in Manhattan
- 1945: First Yank into Tokyo
- 1945: Having Wonderful Crime
- 1945: Isle of the Dead
- 1945: Johnny Angel
- 1945: Mama Loves Papa
- 1945: Man Alive
- 1945: The Brighton Strangler
- 1945: What a Blonde
- 1946: Child of Divorce
- 1946: Crack-Up
- 1946: Lady Luck
- 1946: Morgen und alle Tage (From This Day Forward)
- 1946: Nocturne
- 1946: The Truth About Murder
- 1946: Till the End of Time
- 1946: Der Weg nach Utopia (Road to Utopia)
- 1947: A Likely Story
- 1947: Beat the Band
- 1947: Honeymoon
- 1947: So einfach ist die Liebe nicht (The Bachelor and the Bobby-Soxer)
- 1947: Die Farmerstochter (The Farmer’s Daughter)
- 1947: Tycoon
- 1948: Der Junge mit den grünen Haaren (The Boy With Green Hair)
- 1948: Die bronzene Göttin (The Velvet Touch)
- 1948: Die Glocken von Coaltown (The Miracle of the Bells)
- 1948: Gangster der Prärie (Station West)
- 1948: Jedes Mädchen müßte heiraten (Every Girl Should Be Married)
- 1948: Nur meiner Frau zuliebe (Mr. Blandings Builds His Dream House)
- 1949: Sie leben bei Nacht (They Live by Night)
- 1949: Die rote Schlinge (The Big Steal)
- 1949: The Woman on Pier 13
- 1949: It Happens Every Spring
- 1949: The Judge Steps Out
- 1950: Irma, das unmögliche Mädchen (My Friend Irma Goes West)
- 1950: Mordsache: Liebe (Perfect Strangers)
- 1950: Wilde Jahre in Lawrenceville (The Happy Years)
- 1951: Call Me Mister
- 1951: Auf Bewährung freigelassen (The Company She Keeps)
- 1951: Doppeltes Dynamit (Double Dynamite)
- 1951: Gangster unter sich (Behave Yourself!)
- 1951: Im Sturm der Zeit (I Want You)
- 1951: Ein Satansweib (His Kind of Woman)
- 1951: The Guy Who Came Back
- 1952: Liebling, ich werde jünger (Monkey Business)
- 1952: My Pal Gus
- 1952: My Wife’s Best Friend
- 1952: Seemann paß auf (Sailor Beware)
- 1952: Die Spielhölle von Las Vegas (The Las Vegas Story)
- 1953: Der tollkühne Jockey (Money from Home)
- 1953: Die Wüstenratten (The Desert Rats)
- 1953: Down Among the Sheltering Palms
- 1953: Polizei greift ein (Pickup on South Street)
- 1954: Die gebrochene Lanze (Broken Lance)
- 1954: Eine Nacht mit Susanne (Susan Slept Here)
- 1954: Die Spinne (Black Widow)
- 1955: Draußen wartet der Tod (The Last Frontier)
- 1955: Guten Morgen, Miss Fink (Good Morning, Miss Dove)
- 1955: Das Mädchen auf der roten Samtschaukel (The Girl in the Red Velvet Swing)
- 1955: Tokio-Story (House of Bamboo)
- 1956: 23 Schritte zum Abgrund (23 Paces to Baker Street)
- 1956: Gefangene des Stroms (The Bottom of the Bottle)
- 1956: Moderne Jugend (Teenage Rebel)
- 1957: Duell im Atlantik (The Enemy Below)
- 1957: Fenster ohne Vorhang (No Down Payment)
- 1957: Rächer der Enterbten (The True Story of Jesse James)
- 1957: The Wayward Bus
- 1958: Der Mann aus dem Westen (Man of the West)
- 1958: Ein Mann in den besten Jahren (Ten North Frederick)
- 1959: Ferien für Verliebte (Holiday for Lovers)
- 1959: Tausend Berge (These Thousand Hills)
- 1959: The Remarkable Mr. Pennypacker
- 1959: Warlock
- 1960: Besuch auf einem kleinen Planeten (Visit to a Small Planet)
- 1960: So eine Affäre (The Facts of Life)
- 1961: Die Heiratsmaschine (The Honeymoon Machine)
- 1962: Die Wunderwelt der Gebrüder Grimm (The Wonderful World of the Brothers Grimm)
- 1963: Der mysteriöse Dr. Lao (Seven Faces of Dr. Lao)
- 1965: … und knallten ihn nieder (Guns of Diablo)
- 1965: Fremde Bettgesellen (Strange Bedfellows)